# 奥古斯托·塞韦罗

奥古斯托·塞韦罗的 Pax 飞艇，1902年

奥古斯托·塞韦罗·德·阿尔布克尔克·马拉尼昂（1864年1月11日—1902年5月12日），是巴西的一位政治家、记者、发明家和飞行员。
塞韦罗出生于马卡伊巴。1902年5月12日，他与法国机械师乔治·萨歇（Georges Saché）驾驶一艘名为帕斯号的飞艇飞越巴黎时遇难。一块大理石纪念碑位于巴黎曼恩大道81号，以纪念奥古斯托·塞韦罗事故的发生地点。 1902年的短片《飞艇“Le Pax”的灾难》重现了这次事故。